# Emotion Engine

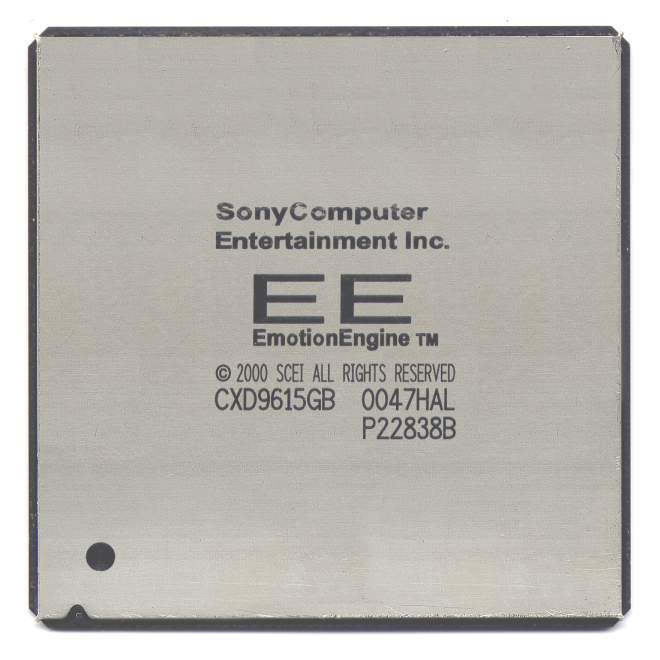
Sony Emotion Engine CPU

Emotion Engine — центральный процессор, используемый в консолях PlayStation 2. Был разработан совместно компаниями Sony и Toshiba, и вышел в производство в 1999 году. Согласно MicroDesign Resources, он в два раза быстрее 733 МГц Pentium III и в 15 раз быстрее 400 МГц Celeron в таких задачах, как обработка FMV.
Один из первых коммерческих процессоров, использовавший 128-битные векторные регистры.
Emotion Engine, основанный на MIPS R5900, является комбинацией центрального процессора и цифрового сигнального процессора, и его главной задачей является обработка трёхмерной графики. На кристалле, выполненном по 180 нм техпроцессу и содержащем 10,5 млн транзисторов, совмещены все необходимые блоки — ядро MIPS III, два векторных блока, математический сопроцессор, процессор обработки изображения (обычный MPEG2 декодер), 10-канальный DMA контроллер, блок графического интерфейса, RDRAM и интерфейсы ввода-вывода, и всё соединено общей 128-битной внутренней шиной.
Процессор также используется в ранних моделях PlayStation 3 для обратной совместимости. PAL-версии консоли не использовали процессор в целях уменьшения затрат на производство, однако эмуляция PlayStation 2 в этом случае была намного хуже чем в вариантах с процессором.

## Технические характеристики
- Тактовая частота: 294.912 МГц, 299 MHz (в поздних версиях)
- Система команд: MIPS III, MIPS IV подмножество, 107 векторных инструкций
- MIPS основное ядро: 2 issue, 2 64-разрядных модуля для операций с фиксированной точки, 1 сопроцессор для операций с плавающей точкой, 6 конвейеров
- Кэш инструкций: 16 КБ, 2-канальная ассоциативность
- Кэш данных: 8 КБ, 2-канальная ассоциативность
- Временная память (SPM): 16 КБ
- Буфер ассоциативной трансляции: Объединенная инструкция/данные с 48 записями
- Векторный процессорный блок: 4 FMAC модуль, 1 FDIV модуль
- Векторный процессорный блок регистров: 128-битная ширина SIMD, 32 записи
- Модуль обработки изображений: MPEG-2 макроблочный декодер
- Прямой доступ к памяти: 10 каналов
- Напряжение VDD: 1.8 В
- Потребляемая мощность: 15 Вт на 1.8 В